# Comitatul Vermillion, Indiana
Comitatul Vermillion, conform originalului din limba engleză, Vermillion County (codul său FIPS este 18 - 165 Arhivat în 6 august 2011, la Wayback Machine.), este unul din cele 93 de comitate ale statului american Indiana. Conform Census 2010 populația totală era de 16.212 de locuitori, cu o densitate medie de 25/km2, în ușoară scădere de la 16.788 de locuitori înregistrați la data recensământului (Census 2000) din anul 2000. Sediul comitatului este orașul Newport.GR6

## Demografie
|  | Graficele sunt indisponibile din cauza unor probleme tehnice. Mai multe informații se găsesc la Phabricator și la wiki-ul MediaWiki. |

Date: Wikidata - grafică realizată de Wikipedia